# 366日 feat. 大橋卓弥
「366日 feat. 大橋卓弥」は、HYの配信リリース作品。

## 解説
- 配信シングルとしては「366日 (Official Duet ver.)」以来1カ月ぶり。

## 収録曲
1. 366日 feat. 大橋卓弥
  - フジテレビ系月9ドラマ『366日』第2話主題歌[1]
  - 2008年にリリースした「366日」を、仲宗根とスキマスイッチの大橋卓弥がデュエットした、コラボバージョン[1]。
  - 本楽曲は、「366日」をモチーフにしたドラマ『366日』の第2話が放送された際に、事前告知なしのサプライズで放送された[1]。
  - また、本楽曲の解禁と併せて、第2話以降では各話放送のエンディングで仲宗根泉がそれぞれ別の男性ボーカルを迎えてデュエットした「366日」が流れるという企画が発表された[1]。